# Quận Cherokee, Kansas
Quận Cherokee là một quận thuộc tiểu bang Kansas, Hoa Kỳ. Theo điều tra dân số năm 2006 của Cục điều tra dân số Hoa Kỳ, quận có dân số 21.451 người. Quận lỵ là Columbus,6 còn thành phố lớn nhất là Baxter Springs.

## Địa lý
Theo Cục Điều tra Dân số Hoa Kỳ, quận có tổng diện tích 591 dặm vuông (1.531 km ²), trong đó 587 dặm vuông. (1.521 km ²) là đất và sq mi4 (10 km ²), hay 0,65%, là diện tích mặt nước.

### Các quận giáp ranh
- Quận Crawford (phía Bắc)
- Quận Jasper, Missouri (phía đông)
- Quận Newton, Missouri (đông nam)
- Quận Ottawa, Oklahoma (phía Nam)
- Quận Craig, Oklahoma (tây nam)
- Quận Labette (tây)